# Chorvati
Chorvati (zastarale Charváti, chorvatsky Hrvati) jsou jihoslovanský národ, žijící především na pomezí střední a jižní Evropy. Jejich populace čítá přes 7 milionů osob (podle jiných odhadů až 9 milionů). Převládajícím jazykem je chorvatština, která patří do indoevropských jazyků, které užívá latinku. Věřící jsou převážně křesťané, především římští katolíci. V samotném Chorvatsku se v roce 2001 k římskokatolické církvi přihlásilo 88 % obyvatel. Vedle Chorvatska jsou Chorvaté domácím národem též v Bosně a Hercegovině, kde tvoří zhruba 15 % populace a spolu s Bosňáky a Srby jsou tzv. konstitutivními národy tohoto státu.

## Původ Chorvatů
V období 4.–6. století došlo pod vlivem nájezdů kočovných Hunů do Evropy k migraci dalších kmenů. Tak se před nimi dostaly do střední a jižní Evropy četné kmeny Slovanů. Kde původně žili, není zatím jisté, nejspíše na východ od Karpat. Některé z kmenů označujeme jako Chorváti či Charváti. Jedna část, tzv. severní Charváti, se usadila v severních Čechách. Podle kronikáře Kosmase byli Charváti na severu v 9.–10. století usídleni kolem řeky Jizery v sousedství Pšovanů (z jihu) a srbských Milčanů (ze severu). Severní Chorváté byli postupně asimilováni ostatními Slovany (především Čechy) a Germány.
Jinak tomu bylo u Chorvatů na jihu. Vzhledem k teorii o příchodu Chorvatů do jihovýchodní Evropy z tzv. Velkého nebo Bílého Chorvatska bývají někdy[zdroj?] považováni z historického hlediska za západní Slovany. Jejich předky byly slovanské kmeny, které již v 6. století žily okolo řek Dráva, Sáva a na pobřeží Jaderského moře.

## Chorvati dnes
Chorvati žijí především v Chorvatsku (4 284 889), kde tvoří 90,4 % populace. Velká menšina je také v sousední Bosně a Hercegovině (497 883), Chile (380 000), Argentině (250 000), Srbsku (57 900) – převážně ve Vojvodině), v pohraničí Maďarska, v Německu (231 000), Austrálii (115 000) a Kanadě (62 000). V roce 1991 se v socialistické Jugoslávii hlásilo k chorvatské národnosti 19,8 % obyvatel.
Do roku 1950 žila významná chorvatská menšina na jižní Moravě (okolo Břeclavi v moravsko-rakouském pohraničí), ale po 2. světové válce byla jako celek asimilována. Dnes v Česku existuje chorvatská menšina v pohraničí v podhůří Jeseníků (např. Huzová), kam byla po komunistickém puči v únoru 1948 vyhnána komunisty z moravsko-rakouského pohraničí a rozptýlena. V roce 2011 se k chorvatské národnosti v Česku přihlásilo 1 125 osob.

## Osobnosti
Nobelovu cenu za chemii získali Vladimir Prelog a Leopold Ružička. Významným meteorologem a seizmologem byl Andrija Mohorovičić. Všestranným badatelem byl jezuita Ruđer Bošković, který v oblasti astronomie mj. našel způsob výpočtu oběžných drah planet a objevil neexistenci atmosféry na Měsíci. Průkopníkem padákového létání byl Faust Vrančić.
Na Cresu se narodil benátský filozof Franciscus Patricius. V Donji Kraljevci zakladatel antroposofie Rudolf Steiner. Chorvatský původ měl i filozof Ivan Illich.
V chorvatské rodině se narodil i jugoslávský nositel Nobelovy ceny za literaturu Ivo Andrić, později se však identifikoval jako Srb. V barokní éře se proslavil dubrovnický básník Ivan Gundulić. Symboly renesančního humanismu jsou Marko Marulić a Janus Pannonius. Klasikem realistické prózy 19. století byl August Šenoa. V meziválečné éře proslul básník Tin Ujević či Vladimir Nazor. Významným autorem po druhé světové válce byl Miroslav Krleža. V Nizozemsku se prosadila Dubravka Ugrešićová. Nejvýznamnější autorkou literatury pro děti je Ivana Brlićová-Mažuranićová.
Nejvýznamnějším hudebním skladatelem je Ivan Zajc, sochařem Ivan Meštrović, malířem pak Giulio Clovio, autor miniatur a iluminátor středověkých rukopisů. Maksim Mrvica se proslavil jako klavírista kombinující pop a klasiku.
Goran Višnjić a Mira Furlanová se prosadili jako televizní a filmoví herci v Británii a USA.
Středověkým vojenským hrdinou byl Mikuláš Šubič Zrinský. V 17. století vynikla postava šlechtice Mikuláše Zrinského. Josip Jelačić potlačil revoluci roku 1848, ale byl prvním moderním sjednotitelem země. Představitelem chorvatského národního obrození byl Josip Juraj Strossmayer. Klíčovou politickou postavou 19. století byl Ivan Mažuranić. Tvůrcem moderní nacionální koncepce byl Ante Starčević. V rakousko-uherské armádě se proslavil Svetozar Boroëvić von Bojna. Fašistickým diktátorem za druhé světové války byl Ante Pavelić. Vůdcem socialistické Jugoslávie byl Josip Broz Tito, zřejmě nejznámější Chorvat všech dob. Mezi komunistickými partyzány se stal legendou také Ivan Ribar. Zakladatelem samostatného chorvatského státu po rozpadu Jugoslávie byl Franjo Tuđman.
Čtyři zlaté olympijské medaile má sjezdařka Janica Kostelićová.
Hlavní hvězdou házenkářského týmu, který na olympijských hrách v Athénách roku 2004 vybojoval zlato a rok předtím titul mistrů světa, byl Ivano Balić. Vítězem Wimbledonu se stal tenista Goran Ivanišević. Jedním z nejslavnějších basketbalistů Evropy své doby byl Dražen Petrović.

## Symboly

Současná vlajka Chorvatska, včetně aktuálního státního znaku Chorvatska, který obsahuje pět korunujících štítků představujících (chybně označovaný) „nejstarší známý chorvatský erb“, Dubrovník, Dalmácii, Istrii a Slavonii

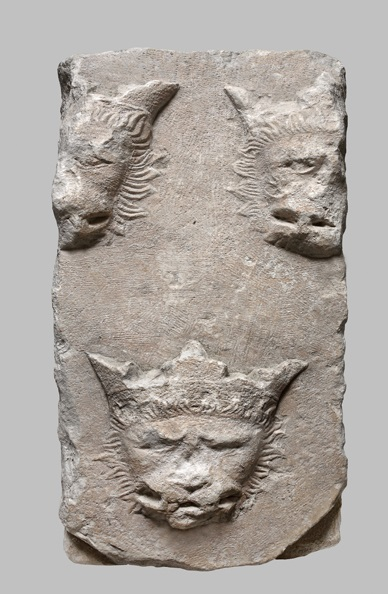
Erb Chorvatského a Dalmátského království ze 14. století z Bribiru, tehdejšího sídla rodu Šubićů

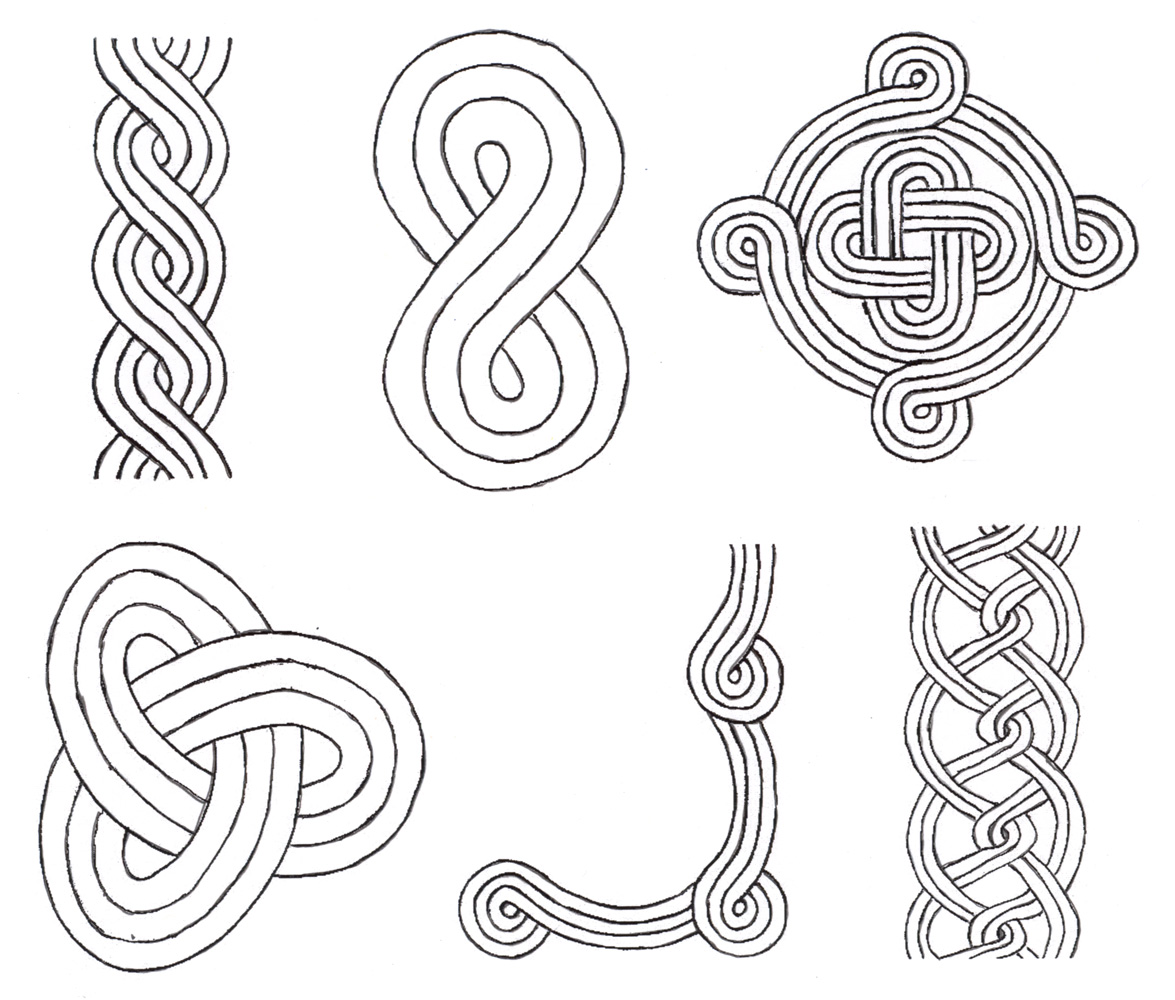
Chorvatský propletenec

Vlajka Chorvatska se skládá z červeno-bílo-modré trikolóry s chorvatským státním znakem uprostřed. Červeno-bílo-modrá trikolóra byla zvolena, protože tyto barvy byly populární v rámci panslavismu v 19. století.
Státní znak Chorvatska se skládá z tradičního červeno-bílého šachovnicového vzoru na štítu. Tento symbol je spojen s Chorvatskem po staletí, přičemž nejstarší potvrzený doklad pochází z roku 1495 z Innsbrucku v Rakousku za vlády Maxmiliána I., císaře Svaté říše římské, a z Chiesa dei Domenicani v Bolzanu v Itálii, také z konce 15. století. Poprvé a jedině byl oficiálně použit v Chorvatském království v 16. století během volby v Cetinu v roce 1527, kdy chorvatští šlechtici zvolili Ferdinanda I., císaře Svaté říše římské, novým chorvatským králem.
Předtím byl oficiálním znakem Chorvatska jiný erb, jehož nejstarší doložené použití sahá do roku 1347 a obsahuje tři leopardí nebo lví hlavy (později spojované pouze s Dalmácií). Další znak se stříbrným půlměsícem a šestiramennou hvězdou (tzv. Leliwa) je často mylně považován za nejstarší chorvatský znak. Region Slavonie má nejstarší potvrzený erb, který zobrazuje kunu mezi řekami Sáva a Dráva, nad níž je šestiramenná hvězda. Tento znak byl oficiálně udělen v roce 1496 Vladislavem II. Jagellonským a používán jako úřední pečeť slavonského sněmu od roku 1497 a od roku 1558 až do počátku 19. století také sjednoceným chorvatsko-slavonským sněmem. První znak, který spojoval všechny tři erby království Dalmácie, Chorvatska a Slavonie, pochází z roku 1610.
Současný design přidal pět menších korunujících štítků, které představují historické regiony, ze kterých Chorvatsko vzniklo. Na rozdíl od mnoha jiných zemí Chorvaté častěji používají symboliku státního znaku než samotné vlajky. Důvodem je jednak geometrický design štítu, který umožňuje jeho využití v mnoha grafických kontextech (například v logu Croatia Airlines nebo na dresu chorvatské fotbalové reprezentace), a jednak fakt, že sousední země jako Slovinsko a Srbsko mají na svých vlajkách stejné panslovanské barvy jako Chorvatsko.
Chorvatský propletenec (pleter nebo troplet) je také často používaným symbolem, jehož původ sahá do období klášterů budovaných mezi 9. a 12. stoletím. Tento propletený vzor lze vidět na různých emblémech a je také součástí insignií moderních chorvatských vojenských a policejních hodností.